# Colibrí ermità de Stuart
El colibrí ermità de Stuart (Phaethornis stuarti) és una espècie d'ocell de la família dels troquílids (Trochilidae) que habita el sotabosc i clars dels bosocs de les terres baixes del sud i sud-est del Perú i nord i est de Bolívia.